# Paspalum trichotomum
Paspalum trichotomum är en gräsart som beskrevs av Eduard Hackel. Paspalum trichotomum ingår i släktet tvillinghirser, och familjen gräs. Inga underarter finns listade i Catalogue of Life.